# Cyclooctène
Le cyclooctène est un cycloalcène à 8 atomes de carbone. C'est le plus léger des cycloalcènes possédant deux isomères Z et E. La forme Z (ou cis) est la plus commune. La forme E (ou trans), quant à elle, possède une propriété très particulière : elle présente une chiralité planaire ; il y a donc deux énantiomères du E-cyclooctène :
- (Rp)-(–)-E-cyclooctène, numéro CAS
- (Sp)-(+)-E-cyclooctène, numéro CAS

|               |                 |
| Z-cyclooctène | R-E-cyclooctène |

## Z-cyclooctène (isomèrecis)
Le Z-cyclooctène est un substrat bien connu pour donner un époxyde de façon très sélective, par rapport à d'autres cycloalcènes, comme le cyclohexène, en ne formant que de faibles quantités de sous-produits. La raison en est que la fonctionnalisation allylique est plus difficile pour le Z-cyclooctène que pour d'autres cycloalcènes du fait des liaisons C–H allyliques pratiquement orthogonales. Par conséquent, si des radicaux se trouvent à proximité, ils auront davantage tendance à former un époxyde (par un mécanisme d'addition-élimination) plutôt que des sous-produits allyliques.